# Disolución de la Unión Soviética

Bandera oficial de la Unión de Repúblicas Socialistas Soviéticas (1922-1991)

La disolución de la Unión Soviética o la disolución de la URSS (en ruso: распа́д Сове́тского Сою́за, romanización raspád Sovétskogo Soyúza) fue la desintegración de las estructuras políticas federales y el Gobierno central de la Unión de Repúblicas Socialistas Soviéticas (URSS), que culminó con la independencia de las quince repúblicas de la Unión Soviética entre el 11 de marzo de 1990 y el 26 de diciembre de 1991. El Tratado de Belavezha (en ruso: Беловежские соглашения, en bielorruso: Белавежскія пагадненні, en ucraniano: Біловезькі угоди) fue un acuerdo firmado el 8 de diciembre de 1991 principalmente por los presidentes de la RSFS de Rusia, de la RSS de Ucrania y del Sóviet Supremo de la RSS de Bielorrusia (Borís Yeltsin, Leonid Kravchuk y Stanislav Shushkévich, respectivamente) en la reserva natural de Belovézhskaya Puscha. La firma del Tratado fue comunicada por teléfono al presidente de la Unión Soviética Mijaíl Gorbachov por Shushkévich. Estos acuerdos declararon la disolución oficial de la URSS —al poner fin a la vigencia del Tratado de Creación de la URSS (1922)— y el establecimiento de Estados en las antiguas Repúblicas de la Unión Soviética. La disolución del Estado comunista más grande del mundo también marcó el fin de la Guerra Fría.
En resumen, en 1991 la Unión Soviética, que era la superpotencia del bloque socialista, se derrumbó económica y territorialmente debido a las reformas llevadas a cabo por Mijaíl Gorbachov en vista del colapso económico de la Unión Soviética. Conocidas como la perestroika, consistían en pasar rápidamente de una economía planificada socialista a una economía de capitalismo de Estado similar a China; a ellas se oponía, sin embargo, la parte más conservadora del Partido Comunista. Este rápido intento de transición provocó la dislocación del entramado industrial y agrícola de la URSS: el país virtualmente se paralizó, la inflación se disparó y aumentó la pobreza y las consiguientes protestas sociales se canalizaron a través del nacionalismo.
La desintegración de la Unión Soviética está claramente relacionada con el contexto surgido tras el fin de la Guerra Fría y la disolución de otros países del bloque oriental, como la disolución de Yugoslavia y la disolución de Checoslovaquia. A diferencia de Checoslovaquia, no fue una disolución totalmente pacífica y prueba de ello es la existencia todavía de conflictos latentes, como los de Abjasia, Osetia del Sur, Nagorno Karabaj, Transnistria, Chechenia o Crimea. Pero, a diferencia de Yugoslavia, tampoco degeneró en una guerra abierta, como fueron las guerras yugoslavas.
Se calcula que tras la disolución de la Unión Soviética se produjeron alrededor de 4 millones de muertes prematuras en Rusia. Rusia experimentó el mayor descenso de la esperanza de vida en tiempos de paz de la historia. La pobreza se disparó: a finales de los años 90, el número de personas que vivían por debajo del umbral internacional de pobreza pasó del 3% en 1987-88 al 20%, es decir, unos 88 millones de personas. Sólo el 4% de la región vivía con 4 dólares al día o menos, pero en 1994 esta cifra se disparó hasta el 32%. La delincuencia, el consumo de alcohol y drogas y los suicidios se dispararon tras la caída de la URSS.

## Causas de la desintegración
Las principales causas de la desintegración de la Unión Soviética fueron los planes de gobierno impuestos por el entonces presidente de la URSS Mijaíl Gorbachov el cual impuso la perestroika y el glásnost los cuales influyeron en la economía y en la sociedad de aquella república.

## Desintegración de la Unión Soviética
Durante la última parte de los años 1980 se agudizaron ciertos problemas económicos y, en un lapso relativamente corto, la economía de la Unión Soviética sufrió drásticos cambios. Con el fin de dejar de lado el estancamiento económico, el líder soviético Gorbachov inició un proceso de apertura política (glásnost) y reestructuración económica (perestroika) en el que había sido un Estado totalitario unipartidista. Las Revoluciones de 1989 llevaron a la caída de los Estados socialistas aliados a la Unión Soviética, del llamado bloque del Este, e incrementaron la presión sobre Gorbachov para implementar una mayor democracia y autonomía para las repúblicas constituyentes de la Unión Soviética.
Bajo el liderazgo de Gorbachov, el Partido Comunista de la Unión Soviética (PCUS) introdujo elecciones directas, formó una nueva legislatura central y puso fin a la prohibición de partidos políticos. Las legislaturas de las repúblicas soviéticas empezaron a promulgar leyes que disminuyeron el control del Gobierno central y ratificaron su soberanía. En 1989 Mijaíl Gorbachov declaró que los países miembros del Pacto de Varsovia podrían resolver libremente su porvenir.
El 15 de marzo de 1990 Gorbachov fue elegido presidente de la Unión Soviética en el III Congreso de los Diputados del Pueblo de la Unión Soviética. Gorbachov propuso la firma de un Nuevo Tratado de la Unión para así salvar al país de la crisis. A pesar de los resultados del referéndum de la Unión Soviética de 1991, Ucrania y Armenia, entre otras repúblicas, exigieron su independencia mientras el resto apoyó el Nuevo Tratado de la Unión. El 11 de julio de 1990, durante la celebración del XXVIII Congreso del PCUS, Borís Yeltsin anunció su baja en el Partido. En las elecciones presidenciales de junio de 1991 Borís Yeltsin, se presentó como independiente y salió elegido presidente de la RSFS de Rusia.
El 12 de junio de 1990 el Congreso de los Diputados del Pueblo de la RSFS de Rusia aprobó la Declaración de Soberanía Estatal de la RSFS de Rusia. El 16 de julio la Rada Suprema de la RSS de Ucrania aprobó la Declaración de Soberanía Estatal de Ucrania. En 1991 se reconoció la independencia de Estonia, Letonia y Lituania.
Las crecientes reformas políticas llevaron a un grupo de miembros del Gobierno y el Comité de Seguridad del Estado (KGB), encabezado entonces por Vladímir Kriuchkov, a intentar un golpe de Estado para derrocar a Gorbachov y volver a establecer un régimen central autoritario en agosto de 1991. Si bien fue frustrado por las protestas populares recogidas por Borís Yeltsin, el intento de golpe aumentó el temor de que las reformas fueran revertidas. La mayoría de repúblicas soviéticas empezaron a declarar su independencia absoluta.
El 8 de diciembre de 1991 los presidentes de las repúblicas soviéticas de Rusia (Yeltsin), Ucrania (Leonid Kravchuk) y Bielorrusia (Stanislav Shushkévich) se reunieron en secreto para firmar el Tratado de Belavezha por el que se disolvía la Unión Soviética y se reemplazaba por una forma de unión voluntaria conocida como la Comunidad de Estados Independientes (CEI). El 21 de diciembre en Almá-Atá (Kazajistán), los presidentes de 11 de las 15 repúblicas de la Unión Soviética (salvo Georgia y los Estados bálticos) ratificaron la creación de la CEI mediante la firma del Protocolo de Almá-Atá. Cada vez más impotente frente a los eventos, Gorbachov renunció a su cargo y la Unión Soviética dejó de existir formalmente el 26 de diciembre de 1991. El Soviet Supremo reconoció al día siguiente la extinción de la Unión; Rusia asumió los compromisos y la representación internacional del desaparecido Estado, y fue reconocida como el Estado sucesor de la Unión Soviética en el derecho internacional.

## Impacto económico tras la desintegración de la Unión Soviética

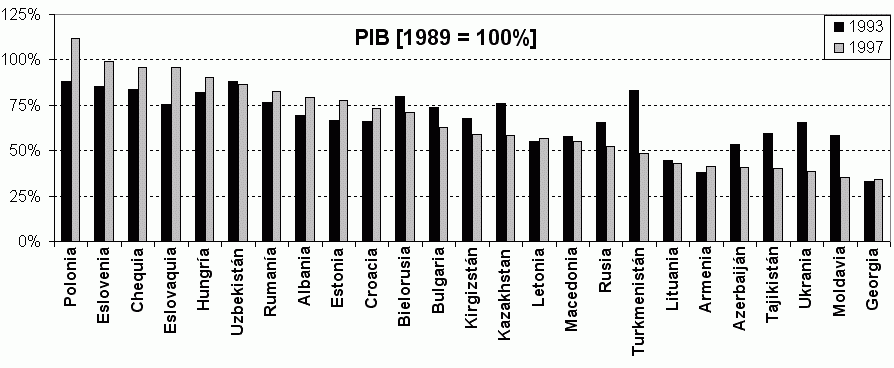
Contracción de las economías postsocialistas en relación con 1989

Como ya se ha indicado, durante la última parte de los años 1980 se agudizaron ciertos problemas económicos en la URSS y, en un lapso relativamente corto, la economía de la Unión Soviética sufrió drásticos cambios. Tanto en la URSS como en la mayor parte de países independientes, se instauraron políticas de transición relativamente rápida al capitalismo. Bajo esas políticas todos ellos experimentaron severas contracciones de sus economías.
Este colapso posterior a la disolución de la URSS ha recibido varias interpretaciones. Es cierto que en algunos sectores relacionados con las tecnologías de la información y la comunicación, fuera de las aplicaciones militares, estaban relativamente poco desarrolladas. Esto afectaba particularmente a las telecomunicaciones y el tratamiento de la información. Muchos países tardarían prácticamente una década en recuperar los niveles previos existentes en los últimos años del régimen socialista.

## Legado

Antiguas repúblicas soviéticas (n.º por orden alfabético):
1. Armenia
2. Azerbaiyán
3. Bielorrusia
4. Estonia
5. Georgia
6. Kazajistán
7. Kirguistán
8. Letonia
9. Lituania
10. Moldavia
11. Rusia
12. Tayikistán
13. Turkmenistán
14. Ucrania
15. Uzbekistán

La disolución de la Unión Soviética fue una de las pérdidas territoriales más repentinas y dramáticas que haya acaecido a algún Estado en la historia. Entre 1990 y 1992 el Kremlin perdió el control directo sobre un tercio del territorio soviético (la mayor parte había sido adquirida entre 1547 y 1945) que albergaba alrededor de la mitad de la población soviética al momento de la desintegración.
Vladímir Putin se expresó en 2005 acerca del desmantelamiento de la URSS de la siguiente manera:

La caída de la Unión Soviética ha sido la mayor catástrofe geopolítica del siglo xx. La epidemia de destrucción se expandió incluso en Rusia. El ahorro de los ciudadanos fue aniquilado y los viejos ideales destruidos.
Vladímir Putin

La disolución de la Unión Soviética y la consecuente ruptura de lazos económicos tuvieron como consecuencia una severa crisis económica y una caída catastrófica de los niveles de vida en los años 1990, tanto en las antiguas repúblicas soviéticas como en todo el bloque del Este, aún peor que con la Gran Depresión. Incluso antes de la crisis financiera rusa de 1998, el PIB de Rusia era la mitad de lo que había sido a inicios de los años 1990.

### Membresía de las Naciones Unidas
En una carta fechada el 13 de diciembre de 1992, el presidente de la Federación de Rusia, Borís Yeltsin, informó al Secretario General de las Naciones Unidas, Javier Pérez de Cuéllar, que la membresía de la URSS en el Consejo de Seguridad y todos los demás organismos de la ONU serían continuadas por la Federación de Rusia, con el apoyo de los 11 miembros de la Comunidad de Estados Independientes.
Los otros catorce Estados independientes creados a partir de las antiguas repúblicas soviéticas fueron también admitidos en las Naciones Unidas:
- La República Socialista Soviética de Bielorrusia y la República Socialista Soviética de Ucrania ya se habían unido a la ONU como miembros originales el 24 de octubre de 1945, junto con la URSS. Tras declarar su independencia, la República Socialista Soviética de Ucrania cambió su nombre a Ucrania el 24 de agosto de 1991, mientras que el 19 de septiembre de 1991 la República Socialista Soviética de Bielorrusia informó a la ONU que había cambiado su nombre a Bielorrusia.
- Estonia, Letonia y Lituania fueron admitidas en la ONU el 17 de septiembre de 1991.
- Armenia, Azerbaiyán, Kazajistán, Kirguistán, Moldavia, Tayikistán, Turkmenistán y Uzbekistán fueron admitidos en la ONU el 2 de marzo de 1992.
- Georgia fue admitida el 31 de julio de 1992.

## Explicaciones historiográficas
La historiografía sobre la caída de la Unión Soviética se divide generalmente en dos enfoques principales: los relatos intencionalistas y los relatos estructuralistas.
La disolución de la Unión Soviética en 1991 tomó por sorpresa a muchos expertos, ya que antes de ese año se consideraba improbable o incluso imposible.
Los relatos intencionalistas del colapso soviético enfatizan el papel de líderes individuales, especialmente Gorbachov y Yeltsin, en la disolución de la URSS. Según esta perspectiva, el colapso no era inevitable, sino que resultó de decisiones políticas específicas. Archie Brown, en The Gorbachev Factor, sostiene que Gorbachov lideró activamente las reformas de la perestroika y la glásnost, y no simplemente reaccionó a los acontecimientos.George Breslauer refuerza esta idea al describir a Gorbachov como un "hombre de los acontecimientos".Por otro lado, David Kotz y Fred Weir argumentan que las élites soviéticas promovieron el nacionalismo y el capitalismo para su propio beneficio, asegurándose una posición privilegiada en las nuevas repúblicas postsoviéticas.
Las teorías estructuralistas sostienen que el colapso de la URSS fue consecuencia de problemas sistémicos arraigados, más que de decisiones individuales. Edward Walker argumenta que, aunque las minorías nacionales fueron sometidas a rusificación y modernización económica, también se beneficiaron de políticas que fortalecieron su identidad nacional, lo que eventualmente facilitó su independencia. Además, el sistema federativo soviético, basado en la idea de una unión voluntaria, proporcionó un marco legal que permitió la secesión. Vladímir Putin respaldó esta visión en 2016, describiendo el derecho de secesión promovido por Lenin como una "bomba de acción retardada".
Gorbachov afirmó en un artículo de opinión en abril de 2006 que el desastre de Chernóbil en 1986 tuvo un impacto aún mayor que la perestroika en la caída de la Unión Soviética. Según él, la catástrofe nuclear expuso las fallas del sistema soviético, socavó la confianza en el gobierno y aceleró el proceso de desintegración del país.

También tuvo un profundo impacto en los círculos de formulación de políticas del Partido Comunista Chino (PCCh), en particular en el secretario general del PCCh, Xi Jinping, quien afirma:
¿Por qué se desintegró la Unión Soviética? ¿Por qué cayó del poder el Partido Comunista de la Unión Soviética? Una razón importante fue la extrema intensidad de la lucha ideológica, que negaba por completo la historia de la Unión Soviética, la historia del Partido Comunista de la Unión Soviética, a Lenin y a Stalin, creando un nihilismo histórico y un pensamiento confuso. Los órganos del partido a todos los niveles habían perdido sus funciones, el ejército ya no estaba bajo la dirección del Partido. Al final, el Partido Comunista de la Unión Soviética, un gran partido, se dispersó; la Unión Soviética, un gran país socialista, se desintegró. ¡Esta es una historia con moraleja!
Según los politólogos Steven Levitsky y Lucan Way en su libro In Revolution and Dictatorship: The Violent Origins of Durable Authoritarianism (2022), la cohesión del liderazgo del Partido Comunista de la Unión Soviética (PCUS) había disminuido en la década de 1980. La mayoría de los líderes del partido nacieron después de los orígenes de la Unión Soviética durante la Guerra Civil Rusa, y los recuerdos del Frente Oriental durante la Segunda Guerra Mundial se estaban desvaneciendo.